# HD106550
HD106550 — хімічно пекулярна зоря спектрального класу A2, що має видиму зоряну величину в смузі V приблизно  9,0.
Вона  розташована на відстані близько 834,2 світлових років від Сонця.